# Molecular Beacon

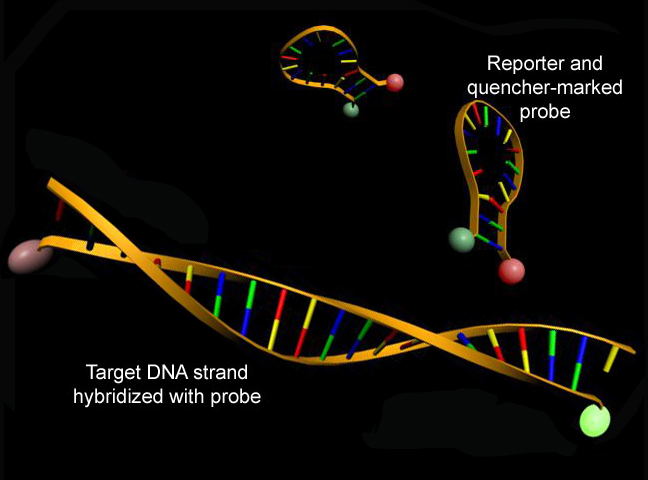
Struktur von Molecular Beacons vor (oben) und nach Hybridisierung mit einer Ziel-DNA (unten) unter Zunahme der Donorfluoreszenz (grün)

Molecular Beacons sind in der Molekularbiologie zur Identifizierung und Quantifizierung von DNA genutzte spezielle Hybridisierungssonden. Sie bestehen aus einer einzelsträngigen DNA mit einer Stamm-Schleifen- oder Haarnadelstruktur, an deren zum Stamm gehörenden 3'- und 5'-Enden sich ein Fluoreszenzfarbstoff bzw. ein Quencher befinden. Die Schleife hingegen beinhaltet eine zur Ziel-DNA komplementäre DNA-Sequenz. Eine Hybridisierung mit der Ziel-DNA bewirkt eine Fluoreszenzzunahme, die analytisch beispielsweise in Hybridisationsanalysen und in der quantitativen Echtzeit-PCR genutzt wird.

## Struktur
Molecular Beacons bestehen in der Regel aus 25 bis 40 Nukleotiden und haben eine Stamm-Schleifen-Struktur. Die zueinander komplementären und aus 5 bis 8 Basenpaaren bestehenden 3'- und 5'-Enden formen den Stamm. Die Schleife besteht aus einer 15 bis 35 Basenpaare langen, zur Ziel-DNA komplementären Nukleinsäuresequenz. Die 3'- und 5'-Enden sind mit einem Fluoreszenzfarbstoff bzw. einem Quencher, meist Dabcyl gekoppelt. Der Einsatz eines zweiten Fluoreszenzfarbstoffs anstelle des Quenchers ist möglich aber nicht gebräuchlich.

## Funktion
Im nichthybridisierten Zustand bei Raumtemperatur liegen Molecular Beacons in ihrer Stamm-Schleifen-Struktur vor. Hierbei ist die Fluoreszenz des Fluoreszenzfarbstoffs (Donor) durch eine auf dem Förster-Resonanzenergietransfer basierende Energieübertragung auf den Quencher (Akzeptor) unterdrückt. Eine Hybridisierung von Molecular Beacons mit der Ziel-DNA bewirken eine Auflösung ihrer Tertiärstrukturen. Eine Zunahme der Donorfluoreszenz nach Anregung kann durch eine Abnahme des Energietransfers infolge einer Hybridisierung der Molecular Beacons mit der Ziel-DNA beobachtet werden.